# Robert Guéï
Pour les articles homonymes, voir Gueï.
Robert Guéï, né le 16 mars 1941 à Kabakouma et mort assassiné le 19 septembre 2002, est un général et homme d'État ivoirien, chef de l'État du 24 décembre 1999 au 26 octobre 2000.
Après avoir été chef d'état-major des Forces armées de Côte d'Ivoire, il prend la tête du coup d'État de 1999, renversant le président Henri Konan Bédié qui l'avait limogé.
Président d'un « Comité national de salut public », il fait adopter une nouvelle Constitution l'année suivante, devenant président de la république. À l'issue de l'élection présidentielle de 2000, il conteste sa défaite face à Laurent Gbagbo mais quitte finalement le pouvoir.
Il fonde ensuite l'Union pour la démocratie et la paix en Côte d'Ivoire (UDPCI), participe à une tentative de réconciliation nationale, avant de se montrer critique envers le pouvoir et d'être assassiné.

## Situation personelle

### Origines et jeunesse
Robert Guéï est né à Kabakouma, un village dans la région occidentale de Man. Il est membre du peuple yacouba.
Il est militaire de carrière : enfant de troupe, il est formé à l'École militaire préparatoire technique de Bingerville jusqu'en classe de troisième où il obtient le brevet, puis à Ouagadougou sous administration française et enfin après son stage de professionnalisation à l'École normale William-Ponty au Sénégal. En 1963, il rejoint l'École spéciale militaire de Saint-Cyr où il a comme camarade de promotion le général sénégalais Mountaga Diallo et les militaires ivoiriens Marcel Dey, Arriko Kouadio, Bendji Moke et Joseph Siei.
Il est aussi breveté de l'École supérieure de guerre française.

### Carrière militaire
Robert Guéï est promu sous-lieutenant, puis lieutenant en 1967, capitaine en 1971, commandant en 1975, lieutenant-colonel en 1978.
Avec le soutien de Félix Houphouët-Boigny, il fait son entrée sur la scène politique en 1982 en mettant à la disposition de sa femme, candidate aux municipales, des véhicules des sapeurs-pompiers militaires dont il est commandant en chef. Sanctionné, il est muté à Korhogo au nord du pays.
En 1989, il aurait participé à la préparation de l'attaque du chef de guerre Charles Taylor contre le Liberia.
Rappelé sur le devant de la scène pour mater une mutinerie de jeunes recrues, qui protestaient contre les retards de salaires, il devient, tout en restant colonel, chef d'État-major des FANCI, Forces armées nationales de Côte d'Ivoire en 1990. Il crée alors la FIRPAC (Force d'intervention rapide para-commando), qui réprime les révoltes d'étudiants de 1991 et organise notamment, le 17 juin, une expédition punitive à la cité universitaire de Yopougon. En dépit de sa mise en cause par une commission d'enquête sur ces exactions, Robert Gueï  est élevé au grade de général « pour services éminents rendus à la nation » après avoir été mis sous surveillance stricte d'une « personnalité de haute moralité ».
Il est promu au grade de général de brigade en 1991. Il est alors chef d'état-major des Forces armées nationales de Côte d'Ivoire (FANCI).
En 1992, à l'issue d'une manifestation violente à Abidjan, il contribue à l'arrestation de Laurent Gbagbo, qui est emprisonné à la maison d'arrêt et de correction d'Abidjan (Maca) à Yopougon.

## Parcours politique

### Rupture avec Henri Konan Bédié
En octobre 1995, Robert Guéï est limogé par le président Henri Konan Bédié, pour avoir refusé de faire intervenir ses troupes pour réprimer les incidents qui impliquaient les partisans des partis de l'opposition RDR d'Alassane Ouattara et Front populaire ivoirien de Laurent Gbagbo, écartés du scrutin et qui appellent au boycott actif. Il est nommé ministre, mais encore renvoyé en août 1996 et mis à la retraite de l'armée en janvier 1997, étant soupçonné de fomenter un coup d'État.

### Coup d'État de 1999
Bédié est renversé par un coup d'État le 24 décembre 1999. Se défendant d'en être à l'origine, le général Guéï prend cependant la tête d'un Conseil national de salut public avant de former un gouvernement avec les principaux partis d'opposition (FPI, RDR, PIT). En est exclu le PDCI, l'ancien parti unique jusque-là au pouvoir.

### Chef d'État de Côte d'Ivoire

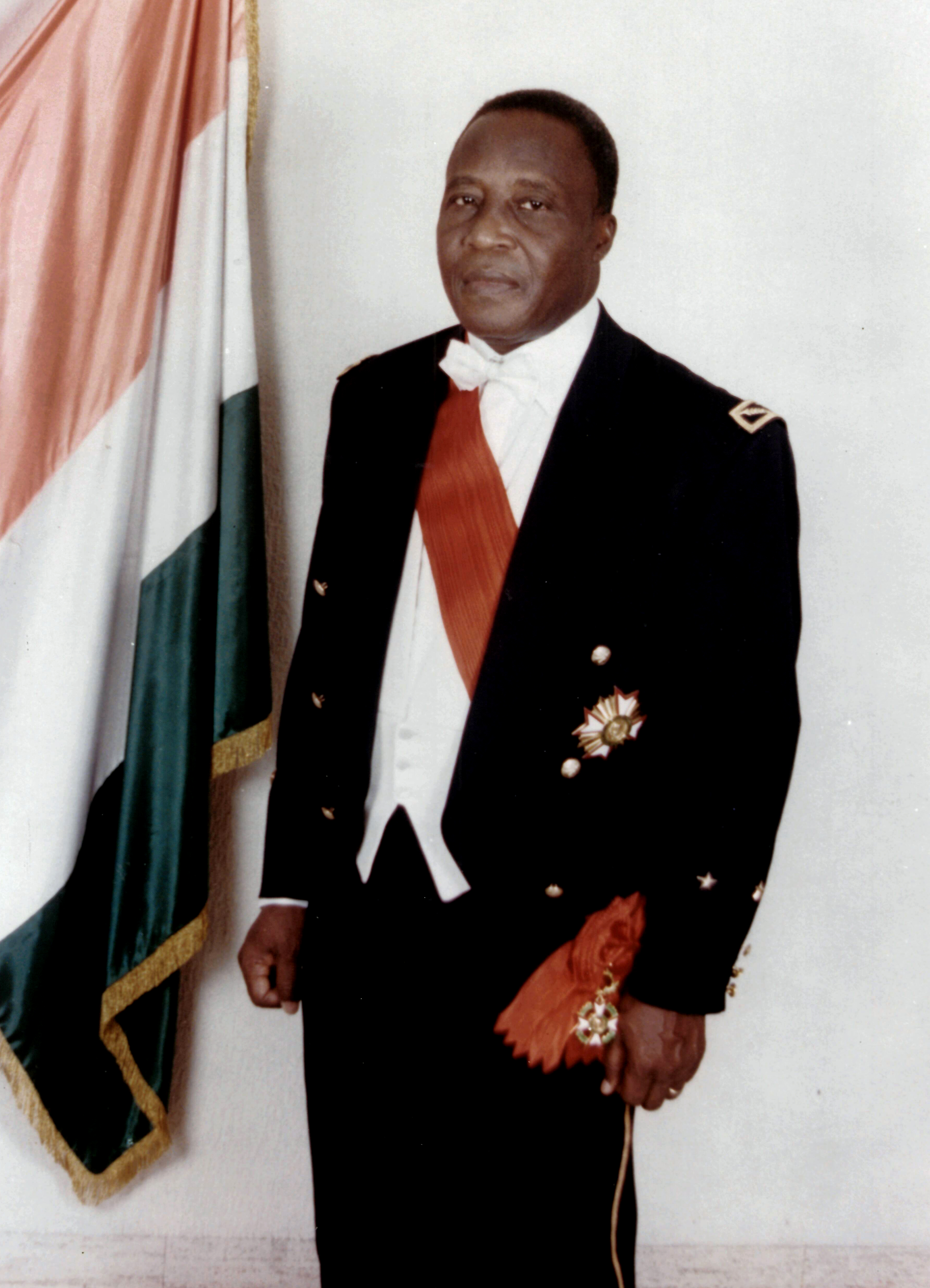
Robert Guéï en 1999.

Il est chef de l'État de Côte d'Ivoire du 24 décembre 1999 au 26 octobre 2000 : il d'abord président du Comité national de salut public jusqu’au 4 janvier 2000, date à laquelle il devient président de la république de Côte d'Ivoire.
Surnommé « le Père Noël en treillis », catholique fervent, le général Gueï déclare : « Nous sommes venus balayer la maison ». Il met en place une politique musclée contre la délinquance qui s'est développée à Abidjan à la suite de la crise économique, mais ne parvient pas à surmonter les divisions politiques ivoiriennes et à rétablir la paix et la confiance.
Lors de l’élection présidentielle d'octobre 2000, après avoir fait campagne sur le thème du refus de toute corruption, il est battu par Laurent Gbagbo du Front populaire ivoirien, mais refuse de reconnaître le résultat. Aussitôt, des manifestations s'opposent à lui, et la répression fait environ 300 morts.

## Après le pouvoir
Robert Guéï quitte le pouvoir et se réfugie à Gouessesso, près de la frontière du Liberia, mais reste une personnalité de la scène politique. Il participe, avec Alassane Ouattara, Henri Konan Bédié et Laurent Gbagbo, au Forum de réconciliation nationale en 2001 et accepte de s'abstenir de méthodes anti-démocratiques. La même année, il crée l'Union pour la démocratie et la paix en Côte d'Ivoire (UDPCI).
Le 19 septembre 2002, accusé par le pouvoir d'être à l'origine de la tentative de coup d'État des rebelles du nord, il est retrouvé assassiné à Abidjan. Son épouse, Rose Doudou Guéï, et plusieurs de ses proches sont également tués.
Le 18 février 2016 sont condamnés à perpétuité par le tribunal militaire d'Abidjan, pour l'assassinat du général Gueï, le commandant Anselme Séka Yapo, ancien chef de la sécurité rapprochée de Simone Gbagbo et pour complicité d'assassinat, le général Bruno Dogbo Blé, ancien commandant de la Garde républicaine et le maréchal des logis Séry Daléba.

## Dans la culture
Sa défaite à l'élection présidentielle d'octobre 2000 et son éviction du pouvoir sous la pression populaire ont inspiré la chanson Le Balayeur balayé du chanteur Tiken Jah Fakoly dans son album Françafrique, sortie en février 2002.